# 토니 아이오미
토니 아이오미(영어: Tony Iommi, 1948년 2월 19일 ~ )는 영국의 기타리스트이다. 그는 헤비 메탈 밴드 블랙 사바스의 기타리스트이자 공동 창립자이자 리더였으며 거의 50년 동안 밴드의 주요 작곡가이자 유일한 연속 멤버였다. 아이오미는 《롤링 스톤》이 선정한 '"역대 최고의 기타리스트 100인"에서 25위에 올랐다.
10대 때 판금 공장에서 일하는 마지막 날, 아이오미는 그의 연주 스타일에 결정적인 영향을 준 사고로 그의 오른손 가운데와 약지의 끝을 잃었다. 하지만 그는 절단된 부위에 플라스틱 골무를 끼고 기타를 연주하는 식으로 장애를 극복하였다.
1968년 잠시 블랙 사바스(당시 어스로 알려진)를 떠나 제쓰로 툴에 합류했지만 밴드와 함께 어떤 자료도 녹음하지 않았고 1969년 블랙 사바스로 돌아왔다. 2000년에 그는 그의 첫 번째 솔로 음반인 《Iommi》를 발매했고 2005년의 《Fused》는 그의 전 밴드 동료인 글렌 휴즈를 피처링했다. 《Fused》를 발매한 후, 그는 헤븐 & 헬을 결성했지만, 2010년 로니 제임스 디오의 사망 이후 해체되었다. 2011년, 아이오미는 《Iron Man: My Journey Through Heaven and Hell with Black Sabbath》라는 제목의 자서전을 출판했다.

## 어린 시절
아이오미는 이탈리아 이민자인 실비아 마리아 아이오미와 앤서니 프랭크 아이오미의 외동아들로 버밍엄에서 태어났다. 아이오미는 영국-이탈리아 이중 국적을 가지고 있으며 이탈리아 어머니에게서 태어나 이탈리아 국적을 취득했다. 실비아의 가족은 이탈리아의 포도밭 주인이었다. 그 가족은 미사에 거의 참석하지 않았지만 가톨릭 신자였다. 애스턴의 파크 레인 지역에 있는 그들의 가족 집에도 근처에서 인기 있는 만남의 장소인 상점이 있었고 거실은 상점의 창고 역할을 했다. 아버지가 목수일 때 어머니는 가게를 운영했다.
버밍엄 핸즈워스에서 태어나 자란 아이오미는 버치필드 로드 스쿨에 다녔고, 그곳에서 미래의 밴드 동료 오지 오스본도 그보다 1년 뒤처진 학생이었다. 8살이나 9살 때, 아이오미는 다른 소년에게 쫓기다가 넘어져 윗입술이 심하게 베였다. 그 결과, 그는 "스카페이스"라는 별명을 얻었고, 그로 인해 흉터를 더욱 의식하게 되었고, 그는 결국 그의 트레이드 마크인 콧수염을 가리기 위한 수단으로 길렀다.
10세 무렵에 아이오미는 운동을 시작해 동네 갱들로부터 자신을 보호하기 위한 수단으로 유도, 가라테, 그리고 나중에는 복싱을 배웠다. 그는 나이트클럽에서 경비원으로서의 미래를 상상했다. 아이오미는 처음에 드럼을 연주하고 싶었지만, 10대 때 행크 마빈과 더 섀도스 같은 것에서 영감을 받아 대신 기타를 선택했다. 그는 항상 왼손으로 기타를 연주해 왔다. 학교를 마친 후, 아이오미는 배관공으로 잠시 일했고, 후에 공장 제조 링에서 일했다. 그는 한때 음반 가게에서 일했지만 절도죄로 누명을 쓰고 그만뒀다고 진술했다.

## 사생활
아이오미는 1972년 잉글랜드 스태퍼드에 그의 첫 번째 집을 구입했다. 그는 또한 부모님을 위해 인근 부동산을 구입했다. 그리고 아이오미는 네 번이나 결혼했다.

### 건강
2012년 초, 아이오미는 림프종 초기 진단을 받고 치료를 성공적으로 받았다. 블랙 사바스의 2013년 투어 일정은 아이오미가 항체 투여를 받기 위해 6주에 한 번 영국으로 자유롭게 돌아갈 수 있도록 준비되었다. 2014년 1월 3일, 아이오미는 신년사에서 그해 중 정기 치료를 마칠 것이라고 발표했다. 몇 달 후, 블랙 사바스는 아이오미의 건강 문제로 인해 마지막 투어를 진행 중이라고 발표했다. 2016년 8월 11일 현재 토니 아이오미는 자신의 암이 완치되었다고 발표했다.
2016년 12월 9일자 《롤링 스톤》의 보도에 따르면 아이오미는 목에서 혹을 제거하는 수술을 받을 예정이었다고 밝혔다. 2017년 초 영국 라디오 프로그램 《플래닛 록》과의 인터뷰에서 아이오미는 이 혹이 암이 아니라고 설명했다.

## 장비
아이오미의 깊고 묵직한 사운드는 사고와 그에 이은 반음 세 번의 강하로 인해 그의 "혁명적 시그니처 사운드"가 필요하기 때문에 부분적으로 탄생했다. 그는 "우리가 경기하는 동안 사람들이 우리를 두고 이야기하는 것에 질렸기 때문에" 그의 "극한 볼륨"도 필요하다고 말했다.

## 음반 목록

### 솔로
- Iommi (2000년)
- The 1996 DEP Sessions (2004년)
- Fused (2005년)

### 블랙 사바스
- Black Sabbath (1970년)
- Paranoid (1970년)
- Master of Reality (1971년)
- Vol. 4 (1972년)
- Sabbath Bloody Sabbath (1973년)
- Sabotage (1975년)
- Technical Ecstasy (1976년)
- Never Say Die! (1978년)
- Heaven and Hell (1980년)
- Mob Rules (1981년)
- Born Again (1983년)
- Seventh Star (1986년)
- The Eternal Idol (1987년)
- Headless Cross (1989년)
- Tyr (1990년)
- Dehumanizer (1990년)
- Cross Purposes (1994년)
- Forbidden (1995년)
- 13 (2013년)

### 헤븐 & 헬
- The Devil You Know (2009년)